# Xylophanes fosteri
Xylophanes fosteri là một loài bướm đêm thuộc họ Sphingidae. Nó được tìm thấy ở Paraguay, but is probably also được tìm thấy ở Argentina.
Chiều dài cánh trước khoảng 30 mm đối với con đực và 33 mm đối với con cái. Nó tương tự như Xylophanes turbata. Cá thể trưởng thành có lẽ mọc cánh quanh năm.
Ấu trùng có lẽ ăn các loài Psychotria panamensis, Psychotria nervosa và Pavonia guanacastensis.